# 충주 주정산 봉수
충주 주정산 봉수(忠州 周井山 熢燧)는 충청북도 충주시 수안보면 온천리, 주정산에 있는 조선시대의 봉수이다. 2000년 9월 15일 충청북도의 기념물 제113호로 지정되었다.

## 개요
봉수대는 횃불과 연기를 이용하여 급한 소식을 전하던 옛날의 통신수단을 말하며, 높은 산에 올라가서 불을 피워 낮에는 연기로 밤에는 불빛으로 신호를 보냈다.
충주시 상모면 온천리와 괴산군 장연면 추정리의 경계부분인 주정산 봉우리에 있는 이 봉수대는 고려시대에 축조되어 조선시대까지 이용된 것으로, 남쪽의 미륵리 마골재에서 봉수를 받아 북쪽의 대림산 봉수대에 전하였다.
한국전쟁 당시 대부분 훼손되었으나 발굴조사 결과 남북으로 긴 타원형의 방호벽, 석등을 갖춘 남북 2곳의 출입구, 화구(火口)와 화덕을 갖춘 봉조 5개소가 확인되었다.
이곳에서는 조선시대의 자기류와 그릇조각, 한자와 한글을 같이 새긴 그릇뚜껑, 석제품 등의 각종 유물이 발견되었다. 따라서 이 봉수대는 봉수대로서의 역할 뿐 아니라 기우제를 지내는 제의 장소로도 이용된 것으로 추정된다.
이 봉수대는 봉수대의 완전한 구조가 밝혀져 우리나라 봉수제도의 실증적 연구를 심화시킬 수 있는 자료로 평가된다.

## 참고 자료
- 충주 주정산 봉수 - 국가유산청 국가유산포털